# Clarity (canção de Kim Petras)
"Clarity" é uma canção da cantora alemã Kim Petras, contida no seu álbum de estreia, Clarity (2019). Foi lançada em 5 de Junho de 2019 pela BunHead, servindo como sétimo single promocional do álbum.
A música é literalmente sobre ter "clareza", sem se preocupar com o que as pessoas têm a dizer sobre você e alcançar o que deseja alcançar.

## Composição e lançamento
Segundo Petras, a música foi escolhida para ser a faixa título do álbum porque resume sobre o que o álbum é, que é ser feliz e focar em si mesmo e não se preocupar com o que os outros têm a dizer. A canção é baseada em suas experiências. Em entrevista a uma revista, Petras disse: “Tenho experiências únicas e tive experiências únicas, porque sou transgênero. Essas experiências cem por cento vão para minha música. Ser rejeitada e intimidada faz com que você trabalhe mais na vida. Tive que lutar por tudo, porque não era um garoto legal e tinha poucos amigos. Ao mesmo tempo, sou apenas uma garota passando por um desgosto. É a mesma coisa para mim que qualquer outra garota se sentiria a respeito. O fato de você se conectar ou não com as pessoas não tem nada a ver com seu gênero ou sexualidade.”
Lançada em 5 de junho de 2019, "Clarity" foi o sétimo single a ser lançado por Petras em seis semanas, seguido de "Broken", "Got My Number", "Blow It All", "Sweet Spot", "All I Do Is Cry" e "Do Me".